# Świdno (Lublin)
Pour les articles homonymes, voir Świdno.
Świdno (prononciation [ˈɕfidnɔ]) est un village de la gmina de Chodel du powiat d'Opole Lubelskie dans la voïvodie de Lublin, située dans l'est de la Pologne.
Il se situe à environ 7 kilomètres au sud-ouest de Chodel (siège de la gmina), 13 kilomètres au sud-est d'Opole Lubelskie (siège du powiat) et 40 kilomètres au sud-ouest de Lublin (capitale de la voïvodie).

## Histoire
De 1975 à 1998, la ville est attachée administrativement à l'ancienne Lublin.

Depuis 1999, elle fait partie de la nouvelle voïvodie de Lublin.